# Dadha
Dadha (en népalais : डाढा) est un comité de développement villageois du Népal situé dans le district de Saptari. Au recensement de 2011, il comptait 6 290 habitants.